# Rudgea cryptantha
Rudgea cryptantha är en måreväxtart som beskrevs av Paul Carpenter Standley. Rudgea cryptantha ingår i släktet Rudgea och familjen måreväxter. Inga underarter finns listade i Catalogue of Life.